# Cajeme

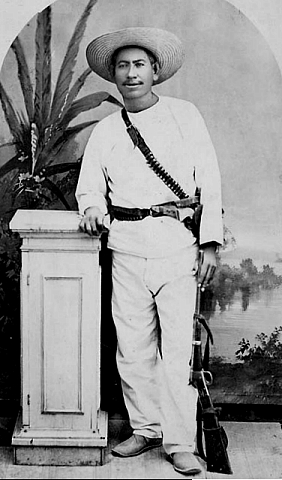
José María Leyva "Cajeme"

José Maria Leyva Pérez, beter bekend als Cajeme, (Hermosillo, 1837 - Tres Cruces de Chumampaco, 23 april 1887) was een aanvoerder van de Yaqui-indianen in Mexico.
Leyva trok in 1849 met zijn vader naar Californië tijdens de goudkoorts. Zijn vader was succesvol als goudzoeker, en dankzij de rijkdom die hij hierdoor vergaarde kon Leyva studeren aan een prestigieuze instelling in Guaymas. Hij sloot zich vervolgens aan bij het Mexicaanse leger, en streed aan de zijde van de republikeinen tijdens de Franse interventie in Mexico, waarbij hij deelnam aan de inname van Querétaro. 
Wegens zijn verdienstelijke militaire carrière werd hij door gouverneur Ignacio Pesqueira van Sonora tot 'hoofdburgemeester' (Alcalde Mayor), van de Yaqui-indianen benoemd". Pesquiera hoopte dat Leyva de immer opstandige Yaqui zou weten te pacificeren, maar in plaats daarvan verenigde Leyva acht Yaquipueblo's en verklaarde hij de Mexicaanse regering niet langer te erkennen. Leyva, die inmiddels de naam Cajeme, 'hij die niet drinkt'. Cajeme wist dankzij zijn ervaring jarenlang stand te houden tegen het Mexicaanse leger, in een strijd die van beide zijden gepaard ging met gruweldaden.
In 1885 poogde Loreto Molina, een van Cajemes getrouwen, de macht over de Yaqui over te nemen. Hij smeedde een complot met de Mexicaanse autoriteiten om Cajeme in zijn huis te vermoorden. Molina verzamelde 22 Yaqui om Cajeme te vermoorden, doch deze bleek op dat moment niet thuis te zijn, zodat ze in plaats daarvan zijn huis platbrandden en zijn familie gevanggennamen. Na deze mislukte moordpoging stuurde het Mexicaanse leger 3600 man om de Yaqui weer te onderwerpen, geleid door José Guillermo Carbo, doch deze overleed na een hersenbloeding waarna Ángel Martínez het bevel overnamen. Cajemes verdedigingswerken in El Añil werden van drie zijden aangevallen door de Mexicanen, die daarbij houwitsers en machinegeweren gebruikten, doch uiteindelijk het onderspit moesten delven. Pas in 1886 wist het leger het Yaqui-grondgebied binnen te dringen.
In 1887 werd Cajeme verraden en gevangengenomen door generaal Ramón Corral. Cajeme gaf aan zich te willen verzoenen met de Mexicaanse regering en de autoriteiten beloofden Cajeme niet te zullen doden. Desalniettemin werd hij op 23 april, op terugweg van een reis langs Yaquidorpen waarin hij door de Mexicaanse regering werd getoond om te laten zien dat hun leider verslagen was, doodgeschoten door Mexicaanse soldaten. Het bleek dat een rivaliserende Yaquileider, Anastasio Cuca, de aanslag had voorbereid. Deze werd in Tucson, Verenigde Staten gearresteerd, uitgeleverd aan Mexico en daar geëxecuteerd. De Yaqui bleven hun opstand ook na de dood van Cajeme nog jarenlang voortzetten.